# آمایا والدمورو
آمایا والدمورو (اسپانیایی: Amaya Valdemoro‎؛ زادهٔ ۱۸ اوت ۱۹۷۶) بازیکن بسکتبال زن اهل اسپانیا بود.
وی در مسابقات کشوری و بین‌المللی در مجموع برندهٔ ۱ مدال طلا، ۱ مدال نقره، ۴ مدال برنز شده‌است.